# Главы Иркутска
Мэр Иркутска — высшее должностное лицо Иркутска, глава администрации города. Избирается один раз в 5 лет всеобщим тайным голосованием граждан Российской Федерации (с 7 марта 2015 года Мэр избирается городской Думой из числа депутатов большинством в 2/3, голосов от установленной численности депутатов Думы. Голосование открытое. Кандидатов вправе выдвигать депутаты Думы, в том числе в порядке самовыдвижения.), постоянно проживающих на территории города Иркутска.

## Председатели Иркутского горисполкома

### Председатели исполкома Совета рабочих и красноармейских депутатов (1920—1936)
1. Дмитрий Чудинов (январь 1920)
2. Александр Ширямов (январь-февраль 1920)
3. Яков Шумяцкий (1920—1921)
4. Аарон Шнейдер (1921)
5. Павел Шиханов (1921—1923)
6. Иван Чернядьев (1923—1924)
7. Евгений Лосевич (1924—1925)
8. Александр Бесеневич (1925—1926)
9. Александр Ремейко (1926—1927)
10. Григорий Хлебников (1927—1928)
11. Алексей Карин (1928—1930)
12. Василий Шомбин (1930—1930)
13. Владимир Георгиев (1930—1931)
14. Павел Важнов (1931—1932)
15. Кузьма Шелестов (1932—1933)
16. Александр Власенко (1933)
17. Николай Камбалин (1933—1937)

### Председатели исполкома Совета депутатов трудящихся (1936—1977)
1. Николай Камбалин (1936—1937)
2. Василий Таюрский (1937—1938)
3. Василий Камоликов (1938—1941)
4. Савелий Кушнир (1941—1942)
5. Георгий Булаев (1942)
6. Александр Рудаков (1942—1951)
7. Сергей Ломоносов (1951—1954)
8. Николай Патров (1954—1960)
9. Николай Томенко (1960—1962)
10. Николай Салацкий (1962—1977)

### Председатели исполкома Совета народных депутатов (1977—1992)
1. Николай Салацкий (1977—1980)
2. Павел Громович (1980—1982)
3. Юрий Шкуропат (1982—1990)
4. Борис Говорин (1990—1992)

### Председатели городского Совета народных депутатов (1990—1993)
1. Игорь Шевчук (1990—1991)
2. Геннадий Хорошилов (1992—1993)

## Первые секретари горкома ВКП(б)-КПСС (1932—1990)
1. И. Ф. Гаркуш (март-октябрь 1932)
2. Алексей Снегов (октябрь 1932-сентябрь 1933)
3. Иван Козлов (сентябрь-октябрь 1932)
4. Шейнин (октябрь-ноябрь 1933)
5. Ян Страрумит (ноябрь 1933-ноябрь 1934)
6. Абрам Казарновский (ноябрь 1934-июнь 1937)
7. Александр Щербаков (1937—1938)
8. Аркадий Филлипов (1938—1939)
9. Кирилл Качалин (1939—1944)
10. Александр Ефимов (1944—1949)
11. Алексей Хворостухин (1949—1955)
12. Сергей Меркурьев (1950—1956)
13. Михаил Гайчман (1956—1960)
14. Алексей Шешуков (1960—1963)
15. Леонид Ширяевский (1963—1966)
16. Василий Кубасов (1966—1970)
17. Леонид Шафиров (1970—1979)
18. Валерий Игнатов (1974—1984)
19. Виктор Демещик (1984—1986)
20. Виктор Ковшаров (1988—1990)[3]

## Высшие должностные лица городаИркутскас 1992 года

### Мэры города Иркутска
1. Говорин, Борис Александрович (13 января 1992 года[4] —  1997 год)
2. Якубовский, Владимир Викторович (3 ноября 1997 года — 30 октября 2009 года)
3. Кондрашов, Виктор Иванович (26 марта 2010 года — 27 марта 2015 года)
4. Бердников, Дмитрий Викторович[5] (28 марта 2015 года — 17 марта 2020 года)
5. Болотов, Руслан Николаевич (с 1 мая 2020 года)

### Временно исполняющие обязанности мэра города Иркутска
1. Лабыгин, Андрей Николаевич (2009 год — 2010 год)
2. Ружников, Дмитрий Олегович (с 17 марта 2020 года по 30 апреля 2020 года)